# هايوود غيليام
هايوود غيليام (بالإنجليزية: Haywood Stirling Gilliam, Jr.)‏ هو محامي وقاضي أمريكي، ولد في 13 أكتوبر 1969 في مارلبورو في الولايات المتحدة.